# Jachtár
Jachtár este o arie protejată (arie specială de conservare — SAC, sit de importanță comunitară — SCI) din Slovacia întinsă pe o suprafață de 30,56 ha, integral pe uscat.

## Localizare
Centrul sitului Jachtár este situat la coordonatele 48°54′26″N 17°56′10″E / 48.907222°N 17.936111°E.

## Înființare
Situl Jachtár a fost declarat sit de importanță comunitară în octombrie 2011 pentru a proteja 22 de specii de animale. Situl a fost protejat și ca arie specială de conservare în august 2011.

## Biodiversitate
Situată în ecoregiunea alpină, aria protejată conține 5 habitate naturale: Fânețe de joasă altitudine (Alopecurus pratensis, Sanguisorba officinalis), Păduri de fag Luzulo-Fagetum, Păduri panonice cu Quercus pubescens, Păduri de fag din Europa Centrală dezvoltate pe sol calcaros cu Cephalanthero-Fagion, Păduri de fag Asperulo-Fagetum.
La baza desemnării sitului se află mai multe specii protejate:
- păsări (18): șorecarul comun (Buteo buteo), sticlete (Carduelis carduelis), porumbel de scorbură (Columba oenas), porumbel gulerat (Columba palumbus), cuc (Cuculus canorus), măcăleandru (Erithacus rubecula), cinteză (Fringilla coelebs), frunzăriță galbenă (Hippolais icterina), muscar sur (Muscicapa striata), alunar (Nucifraga caryocatactes), grangur (Oriolus oriolus), pițigoi moțat (Parus cristatus), pițigoi mare (Parus major), sitar de pădure (Scolopax rusticola), silvie cu cap negru (Sylvia atricapilla), silvie de zăvoi (Sylvia borin), pănțărușul (Troglodytes troglodytes), sturz-cântător (Turdus philomelos)
- amfibieni (1): izvoraș-cu-burta-galbenă (Bombina variegata)
- nevertebrate (3): croitorul mare al stejarului (Cerambyx cerdo), rădașcă (Lucanus cervus), Rosalia alpina

Pe lângă speciile protejate, pe teritoriul sitului au mai fost identificate 10 specii de plante, 2 specii de nevertebrate.